# Machteld Rijsdorp
M.G. (Machteld) Rijsdorp (28 augustus 1946) is een Nederlands politicus van de VVD.
Na haar opleiding aan de sociale academie in Den Haag heeft ze enige tijd gewerkt in de welzijnssector. Toen ze moeder werd stopte ze met werken al was ze naast vrijwilligerswerk ook vanaf 1978 gemeenteraadslid in Oosterhout. In 1987 werd ze daar wethouder wat ze drie jaar is geweest. Vervolgens was ze ongeveer 10 jaar sectordirecteur bij een aantal middelgrote gemeenten. In 2000 werd Rijsdorp algemeen directeur van een grote welzijns- en zorginstelling in Limburg en eind 2005 volgde haar benoeming tot burgemeester van Goirle. Op 1 juli 2016 werd ze de oudste kroonbenoemde burgemeester van Nederland en kort daarop heeft de gemeenteraad van Goirle Mark van Stappershoef voorgedragen die haar in september van dat jaar opvolgde.